# Matthew Sorinola
Matthew Alexander Sorinola, né le 19 février 2001 à Lambeth (Grand Londres), est un footballeur anglais qui évolue au poste d'arrière droit à Plymouth Argyle.

## Biographie

### En club
Sorinola naît dans la banlieue de Londres de parents nigérians. Il commence sa carrière de footballeur en 2009 dans les équipes jeunes du Fulham FC, et, sept ans plus tard, rejoint le Milton Keynes Dons, alors club de troisième division anglaise. II y obtient un contrat professionnel à l'été 2019. Au cours de la saison 2019-2020, le championnat étant interrompu, il dispute ses trois seuls match en EFL Trophy contre Newport, Wycombe et les U21 de Fulham. La saison 2020-2021 est plus fructueuse pour Sorinola qui dispute 34 matchs de championnat et 9 matchs de coupes.
Pour la saison 2021-2022, il rejoint l'équipe belge de la Royale Union Saint-Gilloise, promue en Pro League, pour un contrat de trois ans après avoir refusé une prolongation avec le MK Dons,. Il marque son premier but sous ses nouvelles couleurs lors d'une victoire 2-1 contre le SV Zulte Waregem après être entré en jeu.
En juin 2022, Sorinola est prêté pour l'entière saison 2022-2023 à Swansea City, club de Championship où il retrouve son ancien entraîneur Russell Martin. Il y dispute 29 matchs de championnat sur 46 en plus de deux matchs de coupes.
À la mi-janvier 2024, revenu de prêt et plus dans les plans de l'Union Saint-Gilloise, il signe un contrat avec un autre club anglais de deuxième division, le Plymouth Argyle FC,.

## Statistiques

### En club
| Saison                | Club                     | Championnat            | Championnat | Championnat | Championnat | Coupe nationale | Coupe nationale | Coupe nationale | Coupe de la Ligue | Coupe de la Ligue | Coupe de la Ligue | FA Trophy | FA Trophy | FA Trophy | Total | Total | Total |
| Saison                | Club                     | Division               | M.          | B.          | P.d.        | M.              | B.              | P.d.            | M.                | B.                | P.d.              | M.        | B.        | P.d.      | M.    | B.    | P.d.  |
| 2019-2020             | Milton Keynes Dons       | League One             | 0           | 0           | 0           | 0               | 0               | 0               | 0                 | 0                 | 0                 | 3         | 0         | 0         | 3     | 0     | 0     |
| 2020-2021             | Milton Keynes Dons       | League One             | 34          | 1           | 5           | 2               | 0               | 0               | 1                 | 0                 | 0                 | 6         | 1         | 1         | 43    | 2     | 6     |
| Sous-total            | Sous-total               | Sous-total             | 34          | 1           | 5           | 2               | 0               | 0               | 1                 | 0                 | 0                 | 9         | 1         | 1         | 46    | 2     | 6     |
| 2019-2020             | Beaconsfield Town (prêt) | Southern Premier South | 2           | 0           | -           | 0               | 0               | 0               | -                 | -                 | -                 | -         | -         | -         | 2     | 0     | 0     |
| 2021-2022             | Union Saint-Gilloise     | Pro League             | 14          | 1           | 0           | 2               | 0               | 0               | -                 | -                 | -                 | -         | -         | -         | 16    | 1     | 0     |
| 2022-2023             | Swansea City (prêt)      | Championship           | 29          | 2           | 3           | 1               | 0               | 0               | 1                 | 0                 | 0                 | -         | -         | -         | 31    | 2     | 3     |
| 2023-2024             | Plymouth Argyle          | Championship           | 12          | 1           | 1           | 2               | 0               | 0               | 0                 | 0                 | 0                 | -         | -         | -         | 14    | 1     | 1     |
| 2024-2025             | Plymouth Argyle          | Championship           | 18          | 0           | 0           | 3               | 0               | 2               | 2                 | 0                 | 0                 | -         | -         | -         | 23    | 0     | 2     |
| Sous-total            | Sous-total               | Sous-total             | 30          | 1           | 1           | 5               | 0               | 2               | 2                 | 0                 | 0                 | -         | -         | -         | 37    | 1     | 3     |
| Total sur la carrière | Total sur la carrière    | Total sur la carrière  | 109         | 5           | 9           | 10              | 0               | 2               | 4                 | 0                 | 0                 | 9         | 1         | 1         | 132   | 6     | 12    |